# Antoni Gałecki
Antoni Gałecki, né le 4 juin 1906 à Łódź dans l'Empire allemand et mort dans la même ville le 14 décembre 1958, à cinquante-deux ans, est un footballeur polonais. Il a occupé durant sa carrière le poste de défenseur au ŁKS Łódź.

## Biographie

### Marque l'histoire de son club
Antoni Gałecki, né à Łódź, ne se pose pas de problème pour jouer au football, et choisit naturellement le ŁKS Łódź. Passé professionnel en 1922, il met un peu de temps avant de gagner sa place sur le terrain, et devient le leader de la défense en 1926. Il accumule les matches en première division, et devient même capitaine de l'équipe.
Le 27 octobre 1928, il fait ses débuts à Prague avec l'équipe nationale contre la Tchécoslovaquie. Il disparaît ensuite un peu de la sélection, mais redevient un joueur clé de la Pologne aux côtés du capitaine Władysław Szczepaniak, et est appelé par Józef Kałuża pour les Jeux olympiques de 1936, en Allemagne. Passant le premier tour puis les quarts de finale, la Pologne échoue finalement aux portes de la finale, et termine le tournoi à la quatrième place. Durant ces Jeux, Antoni Gałecki joue tous les matches, sans marquer. Il participe aussi à la Coupe du monde 1938 et au match mythique contre le Brésil.
Avec plus de quatre cents matches à son actif, Gałecki doit arrêter le football avec l'approche de la guerre.

### Gałecki pendant la guerre
Appelé au service militaire actif en août 1939, Antoni Gałecki intègre les rangs de l’armée polonaise, et combat lors de la campagne de Pologne, étant pilote d'escadron. Fait prisonnier, il séjourne dans le camp de Eger en Hongrie, puis arrive à s’évader. Traversant la Yougoslavie et la Grèce, il atteint la Palestine, et repart se battre sous l’uniforme polonais à Tobrouk et au Mont Cassin. Après la guerre, il enseigne à l'école des pilotes au centre de l'armée de terre en Italie, devient Lieutenant, puis retourne à Łódź.

### Reconversion
À partir de 1947, Gałecki trouve un travail dans un garage de la ville, puis devient entraîneur des jeunes dans son club de cœur, et au KS Boruta Zgierz. Le 14 décembre 1958, il décède à Łódź à l'âge de cinquante-deux ans.